# Tupp (uttryck)
| Relevans | Välkommen till Wikipedia! Det är bra att du vill bidra till Wikipedia, men tyvärr anses ditt bidrag med/till artikeln ordboksartikel inte tydligt ha påvisat dess relevans enligt Wikipedias relevanskriterier och har därför raderats eller kommer att diskuteras och eventuellt raderas efter diskussion. Wikipedia har som målsättning att artiklarna bör hålla hög kvalitet och fakta som presenteras där bör vara verifierbara enligt Wikipedias kriterier och vara bestående. Däremot är du välkommen att bidra med relevant information till artiklar, se förslag i Deltagarportalen! Introduktion • Relevanskriterier • Vad Wikipedia inte är • Hjälp, min artikel har blivit föreslagen för radering! • Don't speak Swedish?Redigeringar från none |

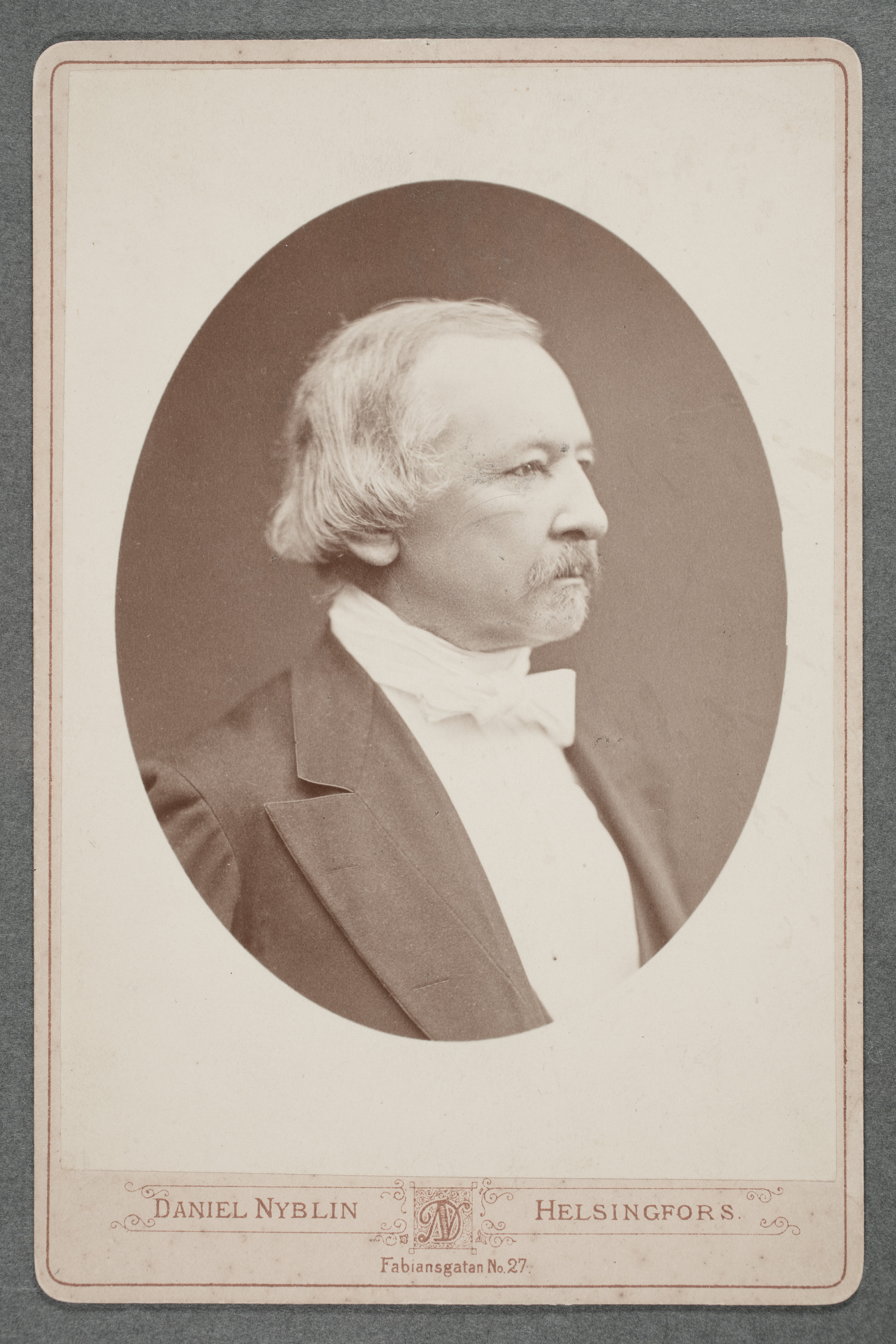
Ett möjligt porträtt av Zacharias Topelius som hängt "på tuppen".

Tupp är en finlandssvensk benämning på toalett i Finland – till exempel att "gå på tuppen". Finlandismen finns belagd i dialekter från slutet av 1800-talet i Nyland och Finby i Åboland.

## Ursprung
Det finns flera teorier om varifrån ordet tupp kommer. 
- En populär men osannolik teori handlar om Zacharias Topelius. Topelius kallades Tuppen redan i folkskolan.[4] I mitten av 1800-talet fanns Topelius bild i många hem, men när han betett sig för ryskvänligt, så flyttade många bilden av honom till dasset. Dassbesök blev att "hälsa på Tuppen".[3]
- En förklaring är att tupp kommer från tyskans Topf eller lågtyskans Topp, som båda betyder potta. På tyska kan man på barnspråk säga ”Ich muss mal auf den Topf”, ”jag måste gå på pottan”.[3][5]
- En annan förklaring är att tupp är en förkortning på meningen ”gå dit upp”.[3]
- En möjlig förklaring är att det hängde en tupp på dörren till dasset och att namnet har kommit därifrån.[3]